# Cosmas- en Damianusvloed (1509)
De stormvloed van 1509, ook wel de Tweede Cosmas- en Damianusvloed genoemd, was een stormvloed die het huidige Friesland, Groningen, Oost-Friesland en Oldenburg en de toenmalige graafschappen Holland en Zeeland trof in de nacht van 25 op 26 september 1509. De stormvloed geld als de belangrijkste datum voor het ontstaan van de inhammen van Dollard en Jadeboezem.

## Gevolgen
- Dijkbreuk bij Westkapelle.
- Enkele polders nabij Middelburg liepen onder.
- Veere werd zwaar geteisterd.
- Oud-Stavenisse verdween in de golven. Pas in 1599 werd dit gebied opnieuw ingepolderd.
- Bij Spaarnwoude braken de dijken opnieuw door, op dezelfde plekken waar zij de vorige keer ook doorbraken.
- Het land tussen het IJ en de Oude Rijn overstroomde. Het Spieringmeer en het Haarlemmermeer groeien aaneen tot de Grote Haarlemmermeer.
- De Dollard breidde zich verder uit en bereikte haar grootste omvang, waardoor de Eems bij Emden haar loop verlegde.
- De Jadeboezem bereikte haar grootse omvang